# David Výborný
David Výborný (* 22. Januar 1975 in Jihlava, Tschechoslowakei) ist ein ehemaliger tschechischer Eishockeyspieler, der im Laufe seiner Karriere fünfmal Weltmeister wurde und in der National Hockey League für die Columbus Blue Jackets spielte. Sein Vater František ist Eishockeytrainer, sein Schwager Jaroslav Hlinka spielte ebenfalls in der NHL und wurde mit Tschechien Weltmeister. Seit 2025 ist er Mitglied der IIHF Hall of Fame.

## Karriere

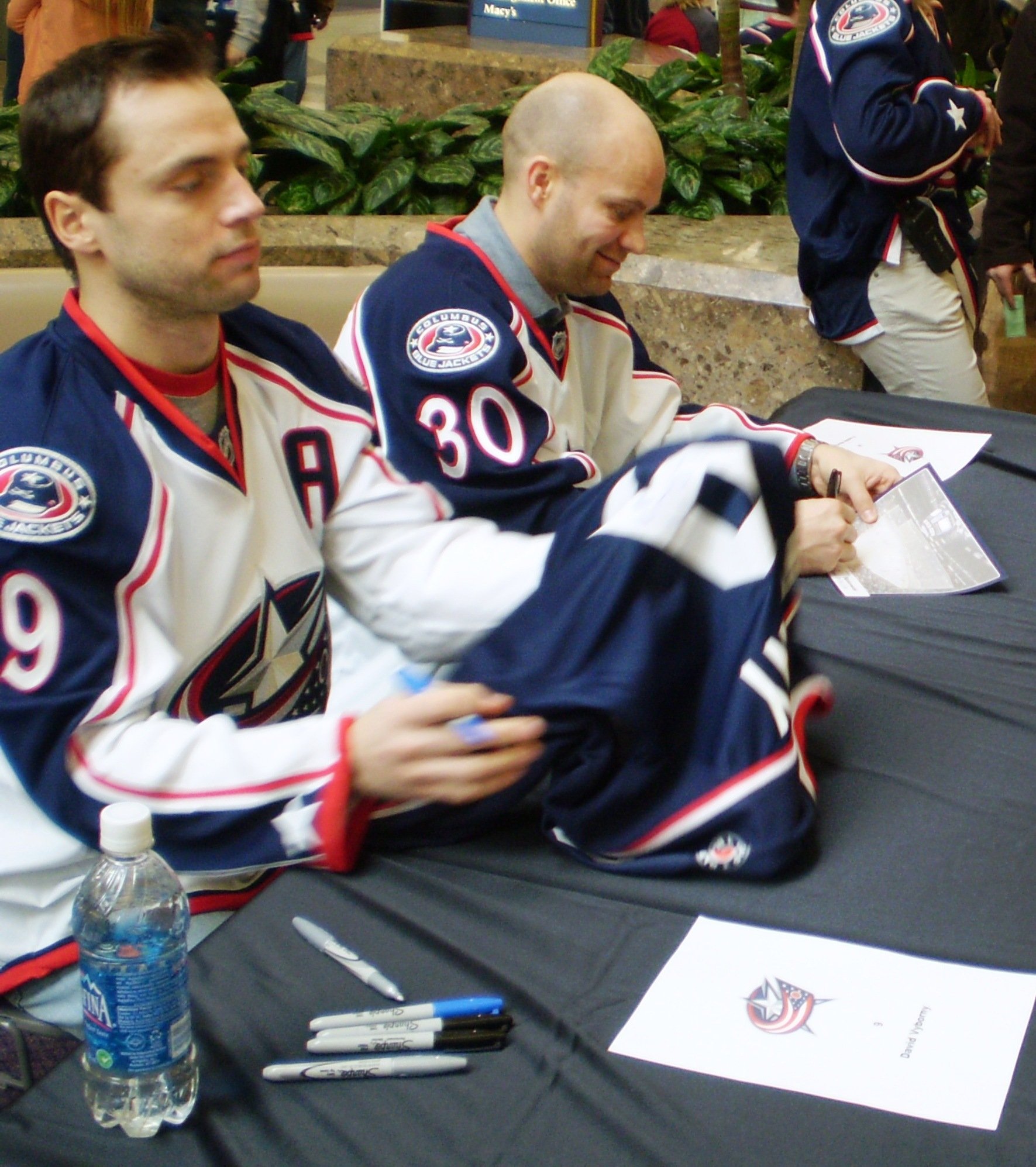
Výborný (li.) und Fredrik Norrena bei einer Autogrammstunde, Februar 2008

Während seiner Juniorenzeit spielte Výborný, der beim HC Dukla Jihlava mit dem Eishockey begonnen hatte, für den HC Sparta Prag, wo er auch seine professionelle Laufbahn begann. Beim NHL Entry Draft 1993 wählten ihn die Edmonton Oilers in der zweiten Runde als 33. aus, nachdem ihn bereits im Vorjahr die Lynx de Saint-Jean im CHL Import Draft in der ersten Runde als sechsten Spieler ausgewählt hatten. 1994 wechselte er nach Nordamerika und spielte bei den Cape Breton Oilers in der American Hockey League. Nach nur einem Jahr kehrte er nach Prag zurück. Bei der Eishockey-Weltmeisterschaft der Herren 1996 gewann er mit der tschechischen Nationalmannschaft seinen ersten Weltmeistertitel. Zur Saison 1997/98 versuchte er sich wieder im Ausland und spielte in der schwedischen Elitserien für den MoDo Hockeyklubb. Hier war er bester Scorer seines Teams. Nach einem Jahr in Schweden kehrte er erneut zu Sparta Prag zurück. Die Eishockey-Weltmeisterschaft der Herren 1999 brachte ihm seinen zweiten Titel und nach seinem dritten Erfolg im Jahr 2000 versuchte er noch einmal in der NHL Fuß zu fassen.
Er unterschrieb beim neu gegründeten Team der Columbus Blue Jackets und wurde dort schnell zu einem soliden NHL-Spieler. Da es das Team in seiner ersten Saison nicht in die Playoffs schaffte, hatte er Zeit für sein Heimatland bei der Eishockey-Weltmeisterschaft der Herren 2001 zu spielen und konnte so seinen vierten Weltmeistertitel gewinnen.
Als die NHL in der Saison 2004/05 streikte, spielte er wieder für seinen Heimatklub Sparta Prag. In der Saison 2005/06 war er erstmals bester Scorer der Blue Jackets und erreichte mehr als 60 Scorerpunkte. Bei den Olympischen Winterspielen 2006 in Turin gewann er mit der Nationalmannschaft die Bronzemedaille.
Als Spieler der ersten Stunde hielt er lange Zeit mehrere Franchise-Rekorde der Blue Jackets. Er belegt den zweiten Platz in der ewigen Scorerliste der Franchise aus dem US-Bundesstaat Ohio. Im April 2008 unterzeichnete er einen Dreijahresvertrag beim tschechischen Extraligaclub HC Sparta Prag, wo er seine Karriere begann und sein Vater František Výborný Cheftrainer war. Neben seinen Einsätzen als Spieler und Mannschaftskapitän fungierte er zudem als Sportdirektor.
Im Mai 2011 verließ er Sparta Prag und wechselte innerhalb der Liga zum BK Mladá Boleslav. Im März 2016 zog er sich einen Kreuzbandriss zu und gab kurz darauf sein Karriereende bekannt.

## Erfolge und Auszeichnungen
- 1993 Tschechoslowakischer Meister mit dem HC Sparta Prag
- 1999 Topscorer der tschechischen Extraliga
- 2000 Tschechischer Meister mit dem HC Sparta Prag
- 2008 Aufnahme in die Tschechische Eishockey-Ruhmeshalle
- 2025 Aufnahme in die IIHF Hall of Fame

### International
| - 1992 Goldmedaille bei der U18-Junioren-Europameisterschaft - 1992 All-Star-Team der U18-Junioren-Europameisterschaft - 1992 Bester Stürmer der U18-Junioren-Europameisterschaft - 1992 Topscorer der U18-Junioren-Europameisterschaft - 1993 Bronzemedaille bei der U18-Junioren-Europameisterschaft - 1993 Bronzemedaille bei der Junioren-Weltmeisterschaft - 1994 All-Star-Team der Junioren-Weltmeisterschaft - 1996 Goldmedaille bei der Weltmeisterschaft - 1997 Bronzemedaille bei der Weltmeisterschaft | - 1998 Bronzemedaille bei der Weltmeisterschaft - 1999 Goldmedaille bei der Weltmeisterschaft - 2000 Goldmedaille bei der Weltmeisterschaft - 2001 Goldmedaille bei der Weltmeisterschaft - 2005 Goldmedaille bei der Weltmeisterschaft - 2006 Bronzemedaille bei den Olympischen Winterspielen - 2006 Silbermedaille bei der Weltmeisterschaft - 2006 All-Star-Team der Weltmeisterschaft |

## Karrierestatistik
RAbstiegsrunde
 (Legende zur Spielerstatistik: Sp oder GP = absolvierte Spiele; T oder G = erzielte Tore; V oder A = erzielte Assists; Pkt oder Pts = erzielte Scorerpunkte; SM oder PIM = erhaltene Strafminuten; +/− = Plus/Minus-Bilanz; PP = erzielte Überzahltore; SH = erzielte Unterzahltore; GW = erzielte Siegtore; 1 Play-downs/Relegation; Kursiv: Statistik nicht vollständig)